# カリル・ラウントリー・ジュニア
カリル・ラウントリー・ジュニア（Khalil Rountree Jr.、1990年2月26日 - ）は、アメリカ合衆国の男性総合格闘家。カリフォルニア州ロサンゼルス出身。タイガームエタイ/シンジケートMMA所属。UFC世界ライトヘビー級ランキング4位。

## 来歴
カリフォルニア州ロサンゼルスで生まれ育つ。父親はボーイズIIメンのツアーマネージャーであり、ラウントリーが2歳の時に強盗犯に射殺されている。青年時代は不摂生で体重が300ポンド（136kg）まで増加したが、テレビでリアリティ番組「The Ultimate Fighter」を観て総合格闘技に興味を持ち、ダイエットのためにヴァンダレイ・シウバが主宰するヴァンジ・ファイトチームで総合格闘技のトレーニングを始めた。2011年にアマチュア総合格闘技デビューし、2014年にプロ総合格闘技デビュー。

### The Ultimate Fighter
2016年5月、リアリティ番組「The Ultimate Fighter」のシーズン23に参加し、ヨアナ・イェンジェイチック率いるチーム・ヨアナに所属。ライトヘビー級トーナメント1回戦でモハメド・デリースと対戦し、2RTKO勝ち。準々決勝でコーリー・ヘンドリックスと対戦し、リアネイキドチョークで1R一本負けを喫したが、ヘンドリックスが首の怪我で準決勝から辞退したためラウントリーが代役に抜擢された。準決勝でジョシュ・スタンブリーと対戦し、1RTKO勝ちを収め決勝進出を果たした。

### UFC
2016年7月8日、The Ultimate Fighter 23 Finaleのライトヘビー級トーナメント決勝でアンドリュー・サンチェスと対戦し、0-3の判定負け。
2018年7月6日、UFC 226で元GLORY世界ライトヘビー級王者グーカン・サキ対戦し、左ストレートでダウンを奪いパウンドで1RTKO勝ち。パフォーマンス・オブ・ザ・ナイトを受賞した。
2019年、ムエタイのスキルを磨くためにタイのタイガームエタイに移籍した。
2022年3月12日、UFC Fight Night: Santos vs. Ankalaevでカール・ロバーソンと対戦し、右フックで2RTKO勝ち。パフォーマンス・オブ・ザ・ナイトを受賞した。
2022年10月29日、UFC Fight Night: Kattar vs. Allenでライトヘビー級ランキング13位のダスティン・ジャコビーと対戦し、2-1の判定勝ち。
2023年8月12日、UFC on ESPN: Luque vs. dos Anjosでクリス・ドーカスと対戦し、左ストレートでダウンを奪いパウンドで1RTKO勝ち。パフォーマンス・オブ・ザ・ナイトを受賞した。
2023年12月9日、UFC Fight Night: Song vs. Gutiérrezでライトヘビー級ランキング8位のアンソニー・スミスと対戦し、右アッパーと左フックのコンビネーションで3RTKO勝ち。2試合連続のパフォーマンス・オブ・ザ・ナイトを受賞した。
2024年6月29日、UFC 303でライトヘビー級ランキング3位の元UFC世界ライトヘビー級王者ジャマール・ヒルと対戦予定であったが、ラウントリーが禁止薬物デヒドロエピアンドロステロン（DHEA）が混合されたサプリメントを誤って摂取したとUFCのアスリート・ヘルス・パフォーマンス・上級本部長のジェフ・ノヴィツキーに申告したため試合が中止となった。その後検査が行われ、5月4日に採取されたサンプルからDHEAの代謝物である5α-アンドロステンジオール、5β-アンドロステンジオール、アンドロステロンの陽性反応が検出された。UFCは「ラウントリーはコンバットスポーツ・アンチ・ドーピング（CSAD、UFCの社内アンチ・ドーピング・プログラム）にサプリメントの配送記録を提出し、サプリメントを受け取ったのは5月4日のサンプルを提出するわずか2日前の5月2日だった」と声明を発表し、またサプリメント会社のブランド・マーケティング・ディレクターが、ラウントリーにDHEAの混合サプリメントを事前の同意なしに送っていたことが明らかになり、サプリメント会社のオーナーは「このミスは当社の重大な見落としだった」と謝罪した。その後、CSADはラウントリーにサンプル採取日の5月4日から7月4日まで2カ月間の出場停止処分を科した。
2024年10月5日、UFC 307のUFC世界ライトヘビー級タイトルマッチで王者アレックス・ペレイラに挑戦。序盤から中盤にかけてはパンチを再三ヒットさせるなど善戦するも、4Rに動きが落ちた所を猛攻され、最後は左右のボディブローから右アッパーでTKO負け。王座獲得に失敗したものの、ファイト・オブ・ザ・ナイトを受賞した。

## 戦績

### 総合格闘技
| 総合格闘技 戦績 | 総合格闘技 戦績 | 総合格闘技 戦績 | 総合格闘技 戦績 | 総合格闘技 戦績 | 総合格闘技 戦績 | 総合格闘技 戦績 |
| --------------- | --------------- | --------------- | --------------- | --------------- | --------------- | --------------- |
| 21 試合         | (T)KO           | 一本            | 判定            | その他          | 引き分け        | 無効試合        |
| 14 勝           | 9               | 0               | 5               | 0               | 0               | 1               |
| 6 敗            | 3               | 1               | 2               | 0               | 0               | 1               |

| 勝敗 | 対戦相手                   | 試合結果                                           | 大会名                                                                | 開催年月日     |
|      | イリー・プロハースカ       | 試合前                                             | UFC 320: Ankaraev vs. Pereira 2                                       | 2025年10月4日  |
| ○    | ジャマール・ヒル           | 5分5R終了 判定3-0                                  | UFC on ABC 8: Hill vs. Rountree Jr.                                   | 2025年6月21日  |
| ×    | アレックス・ペレイラ       | 4R 4:32 TKO（左右ボディブロー→右アッパー）         | UFC 307: Pereira vs. Rountree 【UFC世界ライトヘビー級タイトルマッチ】 | 2024年10月5日  |
| ○    | アンソニー・スミス         | 3R 0:56 TKO（左フック）                            | UFC Fight Night: Song vs. Gutiérrez                                   | 2023年12月9日  |
| ○    | クリス・ドーカス           | 1R 2:40 TKO（左ストレート→パウンド）               | UFC on ESPN 51: Luque vs. dos Anjos                                   | 2023年8月12日  |
| ○    | ダスティン・ジャコビー     | 5分3R終了 判定2-1                                  | UFC Fight Night: Kattar vs. Allen                                     | 2022年10月29日 |
| ○    | カール・ロバーソン         | 2R 0:25 TKO（右フック）                            | UFC Fight Night: Santos vs. Ankalaev                                  | 2022年3月12日  |
| ○    | モデスタス・ブカウスカス   | 2R 2:30 TKO（右関節蹴り）                          | UFC Fight Night: Brunson vs. Till                                     | 2021年9月4日   |
| ×    | マルチン・プラフニオ       | 5分3R終了 判定0-3                                  | UFC 257: Poirier vs. McGregor 2                                       | 2021年1月24日  |
| ×    | イオン・クテラバ           | 1R 2:35 TKO（グラウンドの肘打ち）                  | UFC Fight Night: Hermansson vs. Cannonier                             | 2019年9月28日  |
| ○    | エリク・アンダース         | 5分3R終了 判定3-0                                  | UFC 236: Holloway vs. Poirier 2                                       | 2019年4月13日  |
| ×    | ジョニー・ウォーカー       | 1R 1:57 KO（右肘打ち）                             | UFC Fight Night: Magny vs. Ponzinibbio                                | 2018年11月17日 |
| ○    | グーカン・サキ             | 1R 1:36 TKO（左ストレート→パウンド）               | UFC 226: Miocic vs. Cormier                                           | 2018年7月7日   |
| －   | ミハル・オレクシェイチュク | ノーコンテスト（オレクシェイチュクの薬物検査失格） | UFC 219: Cyborg vs. Holm                                              | 2017年12月30日 |
| ○    | ポール・クレイグ           | 1R 4:56 KO（左アッパー→パウンド）                  | UFC Fight Night: Nelson vs. Ponzinibbio                               | 2017年7月16日  |
| ○    | ダニエル・ジョリー         | 1R 0:52 KO（膝蹴り）                               | UFC Fight Night: Bermudez vs. Korean Zombie                           | 2017年2月4日   |
| ×    | タイソン・ペドロ           | 3R 4:07 リアネイキドチョーク                       | UFC Fight Night: Whittaker vs. Brunson                                | 2016年11月26日 |
| ×    | アンドリュー・サンチェス   | 5分3R終了 判定0-3                                  | The Ultimate Fighter 23 Finale 【ライトヘビー級トーナメント決勝】     | 2016年7月8日   |
| ○    | ジャスティン・ポレンディ   | 1R 1:42 KO（パンチ）                               | RFA 33                                                                | 2015年12月11日 |
| ○    | キャメロン・オルソン       | 5分3R終了 判定3-0                                  | RFA 25                                                                | 2015年4月10日  |
| ○    | ブレイク・トループ         | 1R 0:39 KO（パンチ）                               | RFA 21                                                                | 2014年12月5日  |
| ○    | リビングストン・ルコウ     | 5分3R終了 判定3-0                                  | RFA 15                                                                | 2014年6月6日   |

## 表彰
- UFC パフォーマンス・オブ・ザ・ナイト (4回)
- UFC ファイト・オブ・ザ・ナイト（1回）